# 克諾滕山 (克恩頓州)
46°46′52.65″N 13°6′46.22″E / 46.7812917°N 13.1128389°E

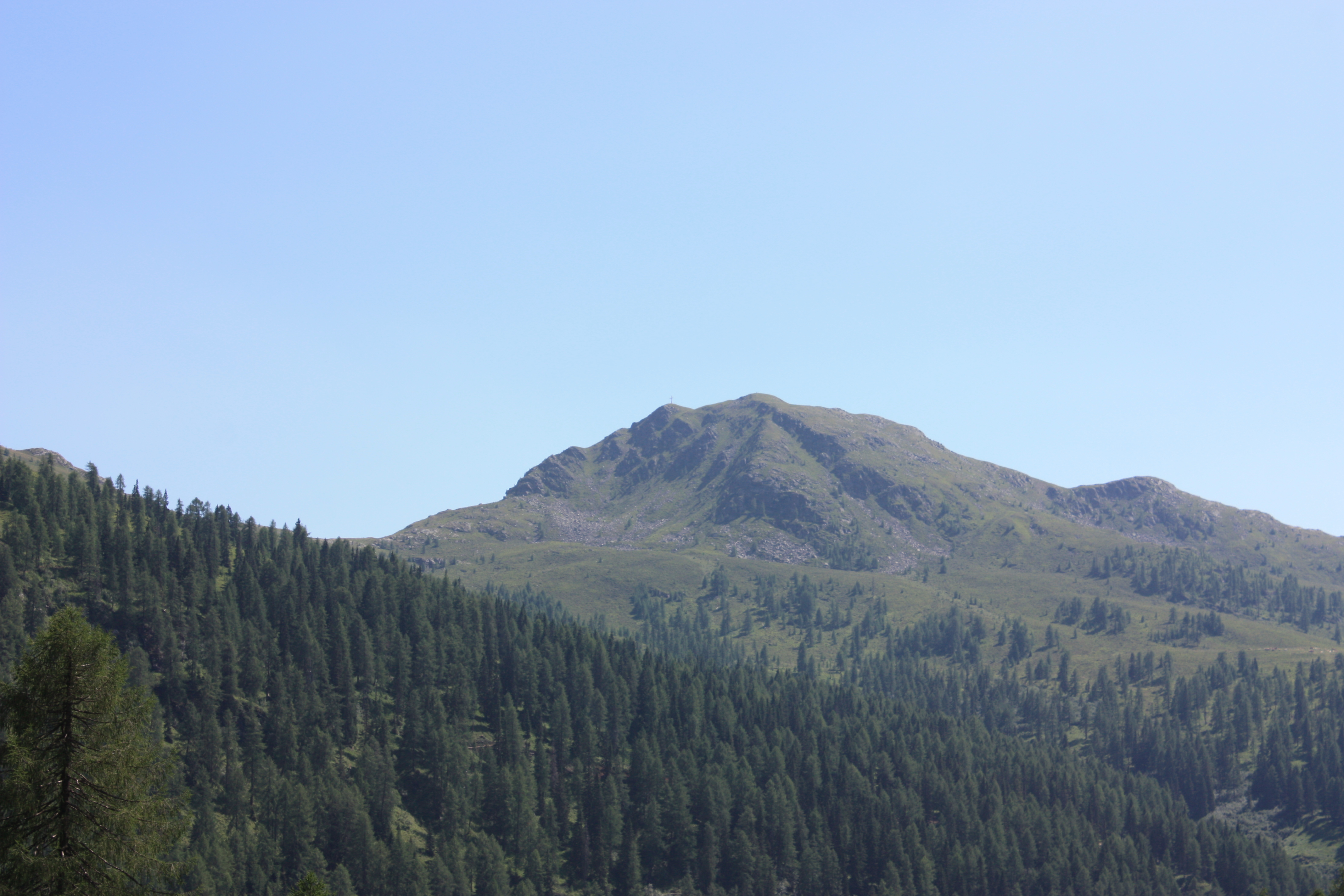

克諾滕山（德語：Knoten），是奧地利的山峰，位於該國南部，由克恩頓州負責管轄，屬於克羅伊茨埃克山脈的一部分，處於德勞塔爾貝格以北，海拔高度2,214米。